# Cuglieri
Cuglieri est une commune italienne de la province d'Oristano, dans la région Sardaigne.

## Administration
| Période                                  | Période | Identité | Étiquette | Qualité |
| ---------------------------------------- | ------- | -------- | --------- | ------- |
|                                          |         |          |           |         |
| Les données manquantes sont à compléter. |         |          |           |         |

### Hameaux
Santa Caterina di Pittinuri, S'Archittu, Torre del pozzo.

### Communes limitrophes
Narbolia, Santu Lussurgiu, Scano di Montiferro, Seneghe, Sennariolo, Tresnuraghes.

### Évolution démographique
Habitants recensés

## Galerie

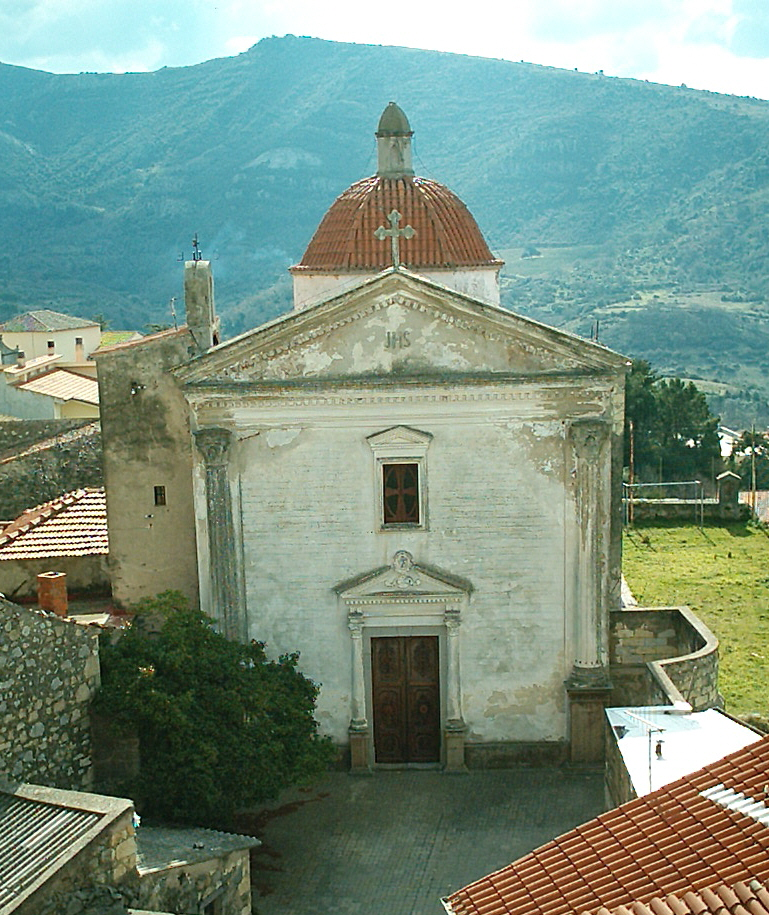
Vue de l'église Saint-Jean.
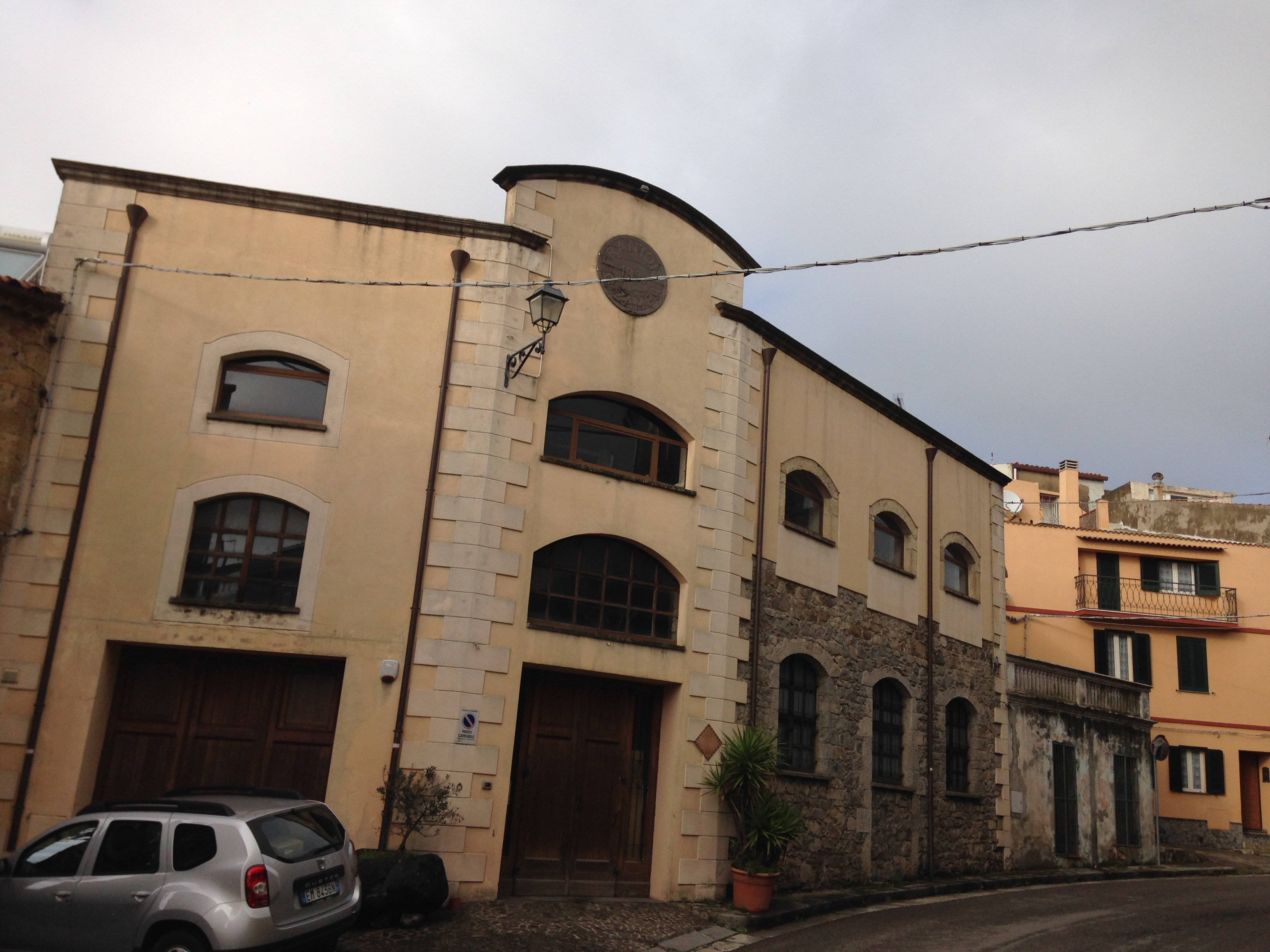
Musée de l'huile.
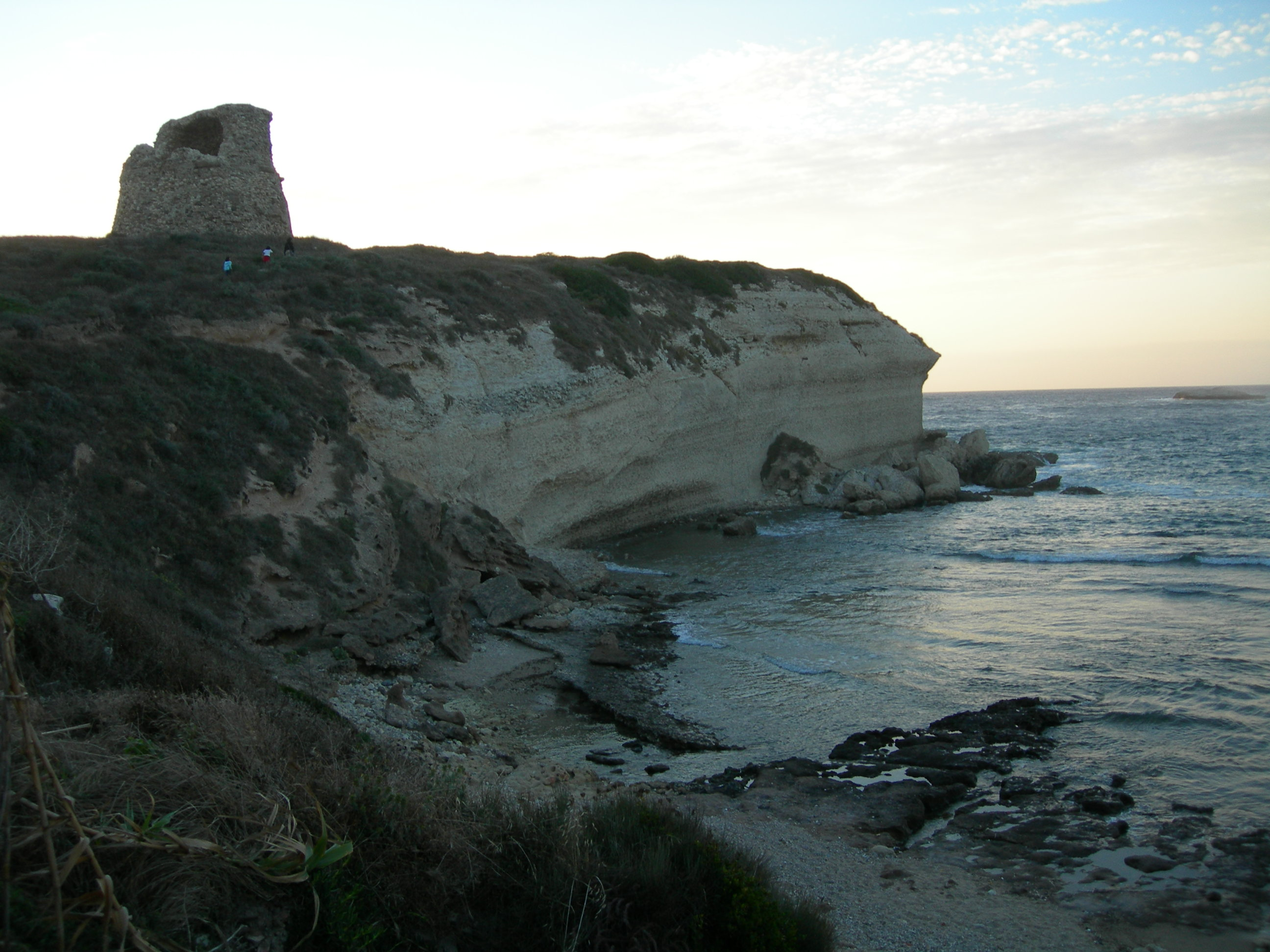
Torre del Pozzo.
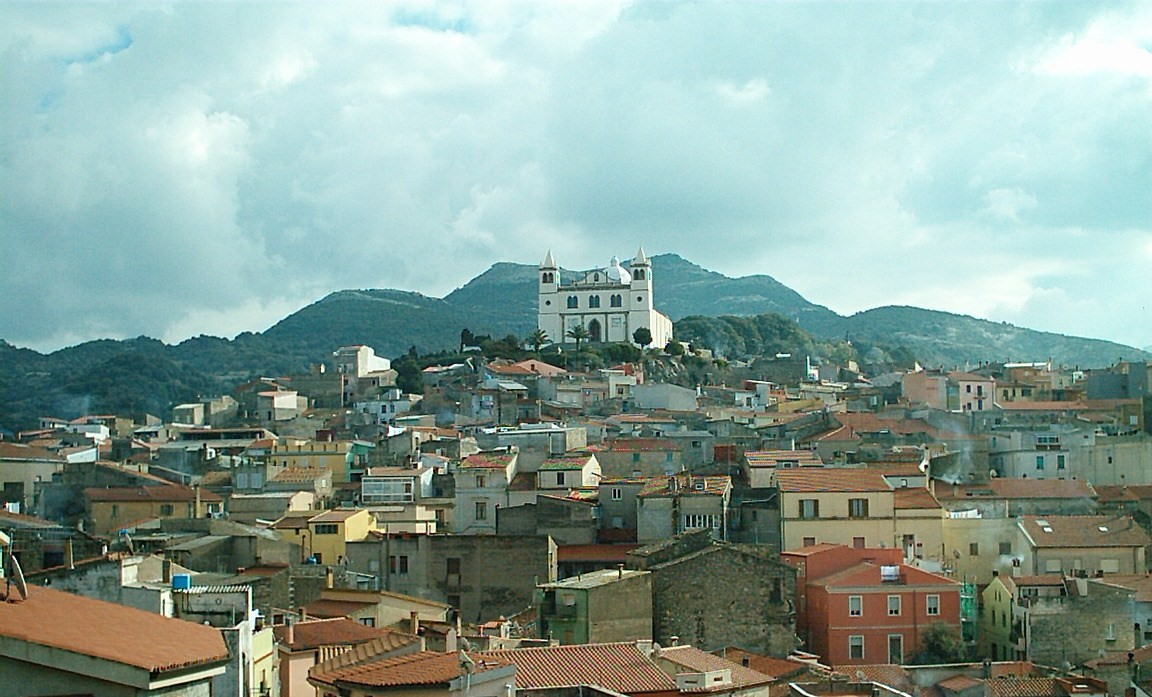
Panorama de Cuglieri, surplombé par la basilique Sainte-Marie-des-Neiges.